# Longdendale
Longdendale är en dal i distriktet Tameside i grevskapet Greater Manchester, i Storbritannien. Den ligger i riksdelen England, i den centrala delen av landet, 250 km nordväst om huvudstaden London. Unparished area hade 9 733 invånare år 2001.